# Wolseley 7 1/2
Der Wolseley 7 ½ war ein Pkw, den Wolseley 1902 herausbrachte. 
Der Wagen besaß einen Einzylindermotor mit 809 cm³ Hubraum, seitlich stehenden Ventilen und Wasserkühlung. Die Maschine leistete 8 bhp (5,9 kW) bei 900 min−1. Es gab verschiedene offene und geschlossene zwei- und viersitzige Aufbauten.
Bis 1910 wurde die Produktion aller Einzylindermodelle aus der Wolseley-Modellpalette eingestellt.